# Khiêu vũ

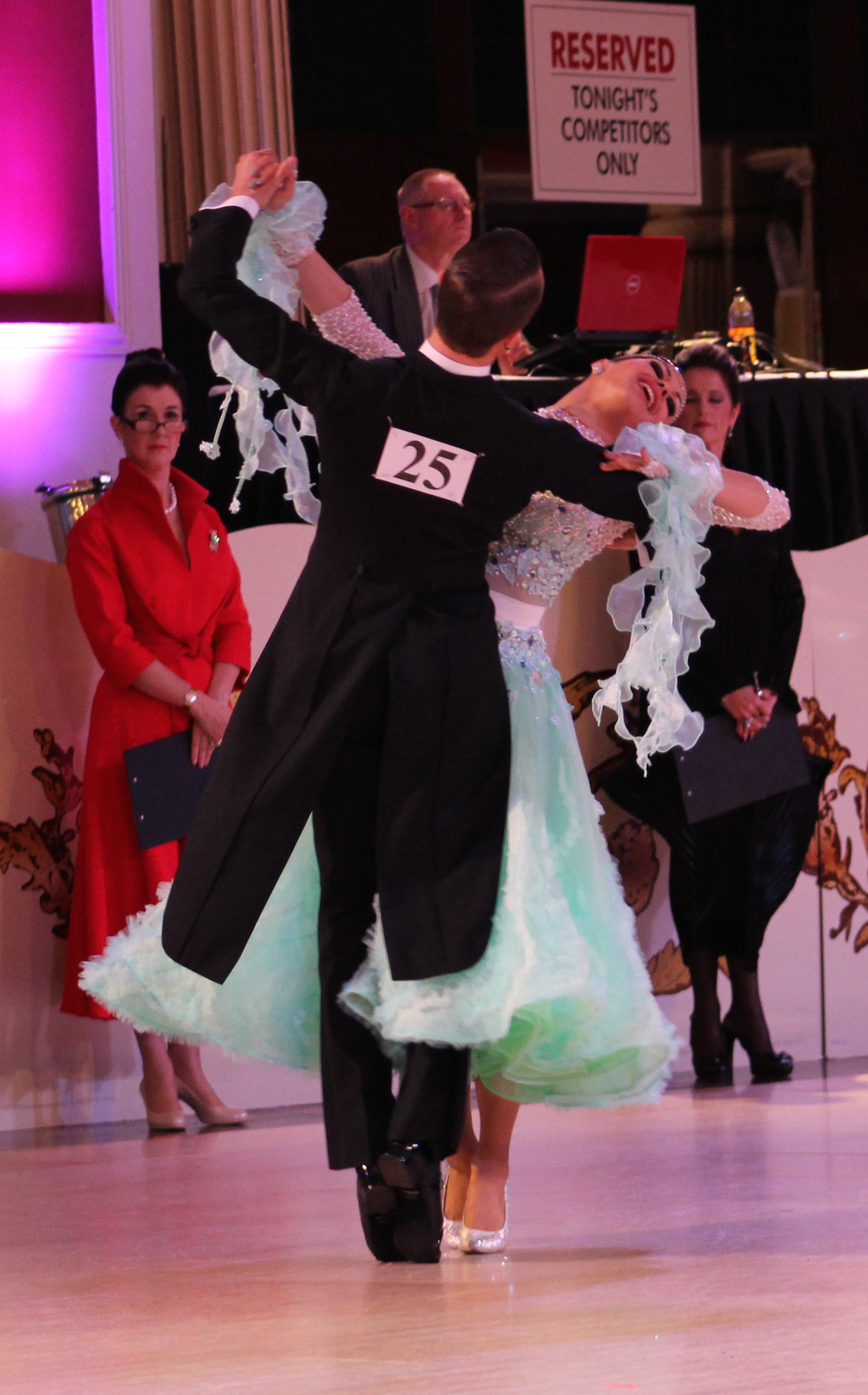
Cặp đôi Michael Foskett và Nika Vlasenko tại Giải vô địch Trẻ (dưới 21 tuổi) Thế giới WDC (WDC World Youth Champions) năm 2013. Ban giám khảo ở phía sau là hai nhà cựu vô địch Giải Thế giới và Anh Quốc mở rộng cũng như cựu vô địch Thế giới: Anne (Lewis) Gleave (áo đỏ) và Karen Hilton MBE (áo đen).

Khiêu vũ (tiếng Anh: ballroom dance; tiếng Pháp: danse de salon) là một hình thức nhảy theo cặp, vốn được người ta thực hiện cho cả mục đích xã giao lẫn thi đấu trên phạm vi toàn thế giới, đa phần là nhờ tính biểu diễn và tính giải trí của nó. Ngoài ra, bộ môn khiêu vũ cũng được ưa chuộng rộng rãi trên sân khấu, phim ảnh và truyền hình.
Nghệ thuật khiêu vũ có thể chỉ đến, theo hàm nghĩa bao quát nhất, là bất kỳ hầu hết những dạng nhảy múa tiêu khiển nào với đối tác hay bạn nhảy của mình. Tuy nhiên, với sự trỗi dậy của các cuộc thi khiêu vũ (nay còn được gọi là Khiêu vũ thể thao) thì hai trường phái căn bản đã nổi lên và khái niệm khiêu vũ được dùng theo nghĩa hẹp hơn để chỉ đến những điệu nhảy được công nhận bởi hai trường phái này.